# クォンセット・ハット

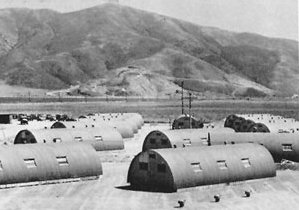
1946年、カリフォルニア州ポイント・ムグのラグナ・ピークの前にあるクォンセット・ハット

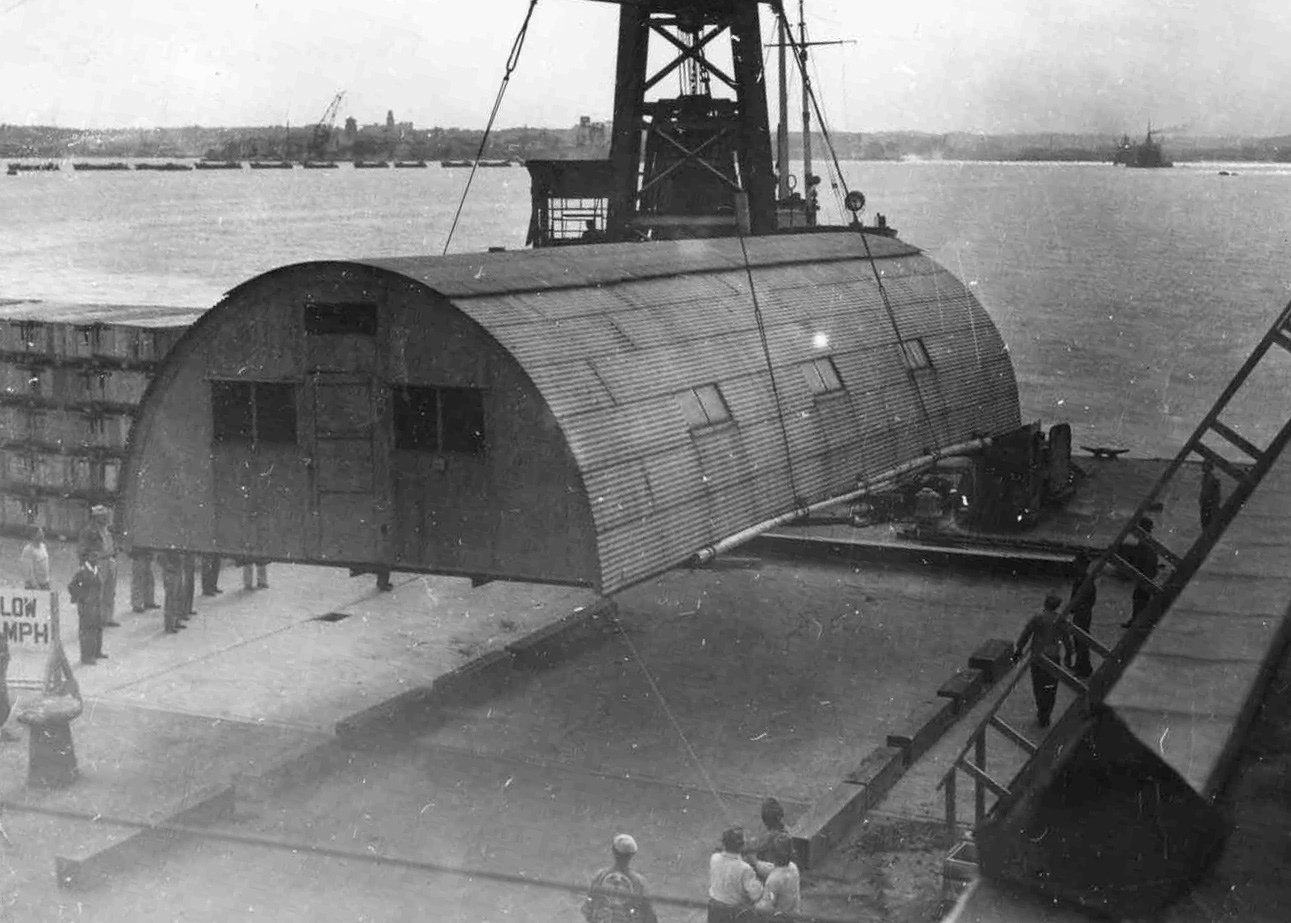
第二次世界大戦後、日本の598th Engineer Base Depotに設置されるクォンセット・ハット

クォンセット・ハット (Quonset hut ) は、トタンによる軽量のプレハブ工法で製作された、かまぼこ型の建物。
第二次世界大戦中、何十万ものクォンセット・ハットが製作され、民間にも払い下げされ、クォンセット・ハットは一般に知られるようになった。クォンセット・ハットは世界中の様々な建築会社により建設された。終戦後の日本でも、在日米軍の兵舎などとして大量に建設され、「かまぼこ型兵舎」「かまぼこ兵舎」と呼ばれた。
クォンセット・ハットの名はロードアイランド州ノースキングスタウンのデイヴィスヴィルの海軍建設大隊センターにあった最初の工場クォンセット・ポイントから名付けられた。ハットは小屋、仮兵舎といった意味。

## デザインおよび経緯
基になったのは第一次世界大戦中にイギリスで開発されたニッセン・ハットである。第二次世界大戦中の1941年、特別な技術がなくても建てられ、軽量で海運で搬送可能な多目的の施設が必要となったことからアメリカ海軍が採用し、フラー社に建設を依頼した。第1号は60日間の契約で完成した。
オリジナルのデザインは16フィート×36フィート(5m×11m)、半径8フィート(2.4m)のスチール部材で建設された。外側には波型のスチール板が張られた。両端はドアや窓のある合板で覆われた。圧縮木材の裏張りや木製の床など内装も施された。この建物はコンクリートや深基礎の上にも設置でき、木製の床を敷けば地面に直接建てることができた。
当初は軍事用ではない低品質のスチールが使用され、錆びつきやすかった。アメリカ合衆国は第二次世界大戦の太平洋戦域では完璧な「パシフィック・ハット」を使用した。
最も多く製作されたデザインは20フィート×48フィート(6m×15m)、半径10フィート(3m)、使用可能面積720平方フィート(67m²)で、両端の出入口を気候から守るために4フィート(1.2m)の覆いがかけられた。他に、20フィート×40フィート(6m×12m)、40フィート×100フィート(12m×30m)などのサイズがあり、倉庫向きのものもあった。
内部は兵舎、トイレ、事務所、歯科医療所、隔離所、住宅、パン屋など様々な用途で使用できた。

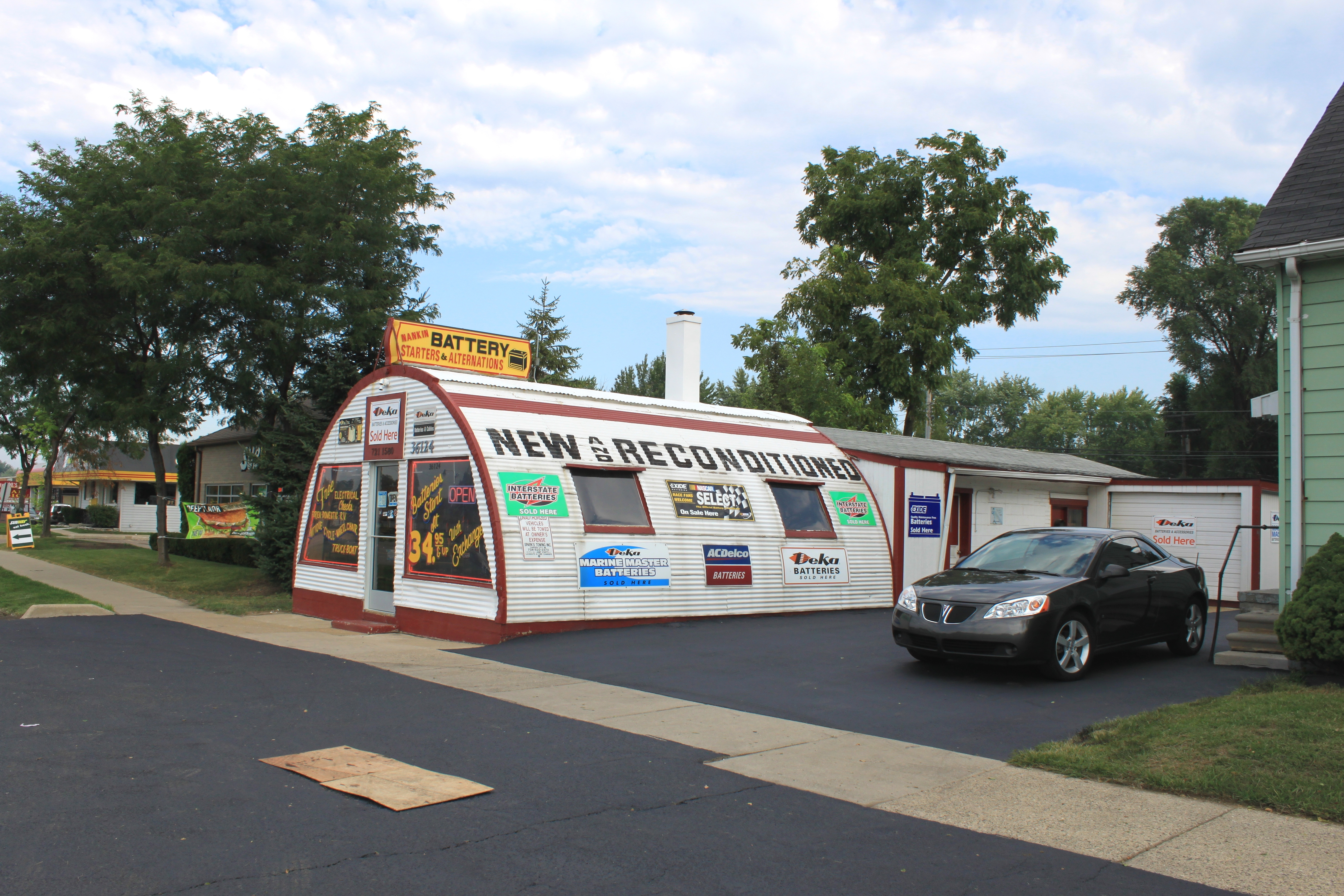
ミシガン州ウエストランドにある、現存するクォンセット・ハットの商業施設

第二次世界大戦中、15万から17万のクォンセット・ハットが製造された。戦後アメリカではこれらのクォンセット・ハットを民間に払い下げた。現在も全米に多くのクォンセット・ハットが残っている。またこれらは離れとして使用され、軍事博物館や第二次世界大戦に関する博物館として使用されることもある。いくつかは現在も朝鮮半島の軍事境界線近くのレッド・クラウドやケイシーなどの米軍キャンプ、ハワイ島のトレーニング・エリアなどで使用されている。
また戦後カリフォルニア州ロサンゼルスにある、ロジャー・ウィルトン・ヤングの功績を称えて名付けられたロジャー・ヤング・ヴィレッジで仮設住宅として使用され、日系人の強制収容所に収容されていた日本人や日系アメリカ人もここに住んでいた。
テネシー州ナッシュビルにあるコロムビア・レコードのスタジオBも「クォンセット・ハット」と呼ばれていた。
ミシガン州イーストランシングにあるミシガン州立大学にはクォンセット・ヴィレッジがある。
多くのクォンセット・ハットが波型の亜鉛メッキのスチール以外の素材を使用していた。

## 関連事項
- Daniel House (Knoxville, Tennessee)
- Dymaxion Deployment Unit
- Iris hut
- Jamesway hut
- Iroquois longhouse
- Nissen hut
- Penarth